# Lucien Clergue
Lucien Clergue (14. srpna 1934 Arles, Francie – 15. listopadu 2014 Nîmes, Francie) byl francouzský fotograf a zakladatel fotografického festivalu Rencontres d’Arles. Byl předsedou francouzské Académie des beaux-arts pro rok 2013.

## Život a dílo
Lucien Clergue se narodil 14. srpna v Arles. Od svých sedmi let se učil hrát na housle. O několik let později mu jeho učitel sdělil, že už ho nemůže víc naučit. Jelikož pocházel z rodiny obchodníků, mohl se věnovat dalšímu studiu na konzervatoři. Od roku 1948 se učil základům fotografie. O čtyři roky později při odchodu z býčích zápasů v Arles ukázal své fotografie Pablu Picassovi, který chtěl vidět i ostatní snímky, a při té příležitosti ho i vyfotografoval. Rok a půl mladý Clergue pracoval a své snímky posílal Picassovi. Během tohoto období pracoval na sérii fotografií kočovných bavičů, akrobatů a harlekýnů Saltimbanques. Také pracoval na sérii, jejímž hlavním námětem byly mršiny. V roce 1955 se znovu setkali v La Californie – Picassově domě v Cannes, kam ho umělec pozval.  
Clergue se zabýval také fotografováním aktů (série Despullats en el mar / Akt v moři  a Cuerpos memorables / Památná těla) a dalšími tématy jako je příroda a býčí zápasy, pracoval rovněž na filmu Jeana Cocteaua Testament of Orpheus a dalším o Pablu Picassovi.
Ilustroval celou řadu knih, mezi jinými i knihu od spisovatele Yvese Navarreho. Pořídil celou řadu snímků cikánů na jihu Francie a významně se podílel na slávě kytaristy Manitase de Platy.
Jeho snímky jsou součástí celé řady sbírek známých muzeí a soukromých sbírek. Jeho fotografie byly na více než stovce samostatných výstavách po celém světě, s takovými významnými výstavami jako byla například v roce 1961 v Museum of Modern Art New York, poslední výstava organizovaná Edwardem Steichenem s Lucienem Clerguem, Billem Brandtem a Jasuhiro Išimotem. K muzeím s rozsáhlou kolekcí fotografií Luciena Clergua patří The Fogg Museum při Harvard University a Museum of Fine Arts v Bostonu. Jeho snímky Jeana Cocteau jsou součástí stálé výstavy v Jean Cocteau Museum ve francouzském Mentonu. V USA měla premiéru výstava fotografií Jeana Cocteau ve Westwood Gallery v New Yorku. Picassovo muzeum v Barceloně získalo v roce 2016 kolekci 595 jeho původních zvětšenin, dokumentujících Picassův společenský život v 50. a 60. letech 20. století, včetně snímků pořízených na býčích zápasech, cikánských festivalech, návštěvách přátel, filmových scénách a dnech na pláži.
Od roku 1976 vyučoval na Université de Provence a na New School v New Yorku. 
Zemřel v roce 2014 ve věku osmdesáti let.

## Přátelství s Picassem
Dne 4. listopadu 1955 Lucien Clergue navštívil Picassa v Cannes, seznámili se ale už v roce 1952 se Jejich přátelství trvalo třicet let, až do mistrovy smrti. Kniha Můj přítel Picasso (Picasso my friend) ukazuje důležité okamžiky jejich vztahu. Clergue pravidelně ukazoval své fotografie Picassovi, jenž pro něj navrhl obálku knihy Memorable Corps, kterou vydalo nakladatelství Seghers v roce 1957 a v níž fotografie doprovázely básně od Paula Eluarda, a také plakát k první výstavě, kterou Clergue uspořádal v Curychu v roce 1958. Picasso ho rovněž představil svým přátelům, včetně Jeana Cocteaua.

## Rencontres d’Arles

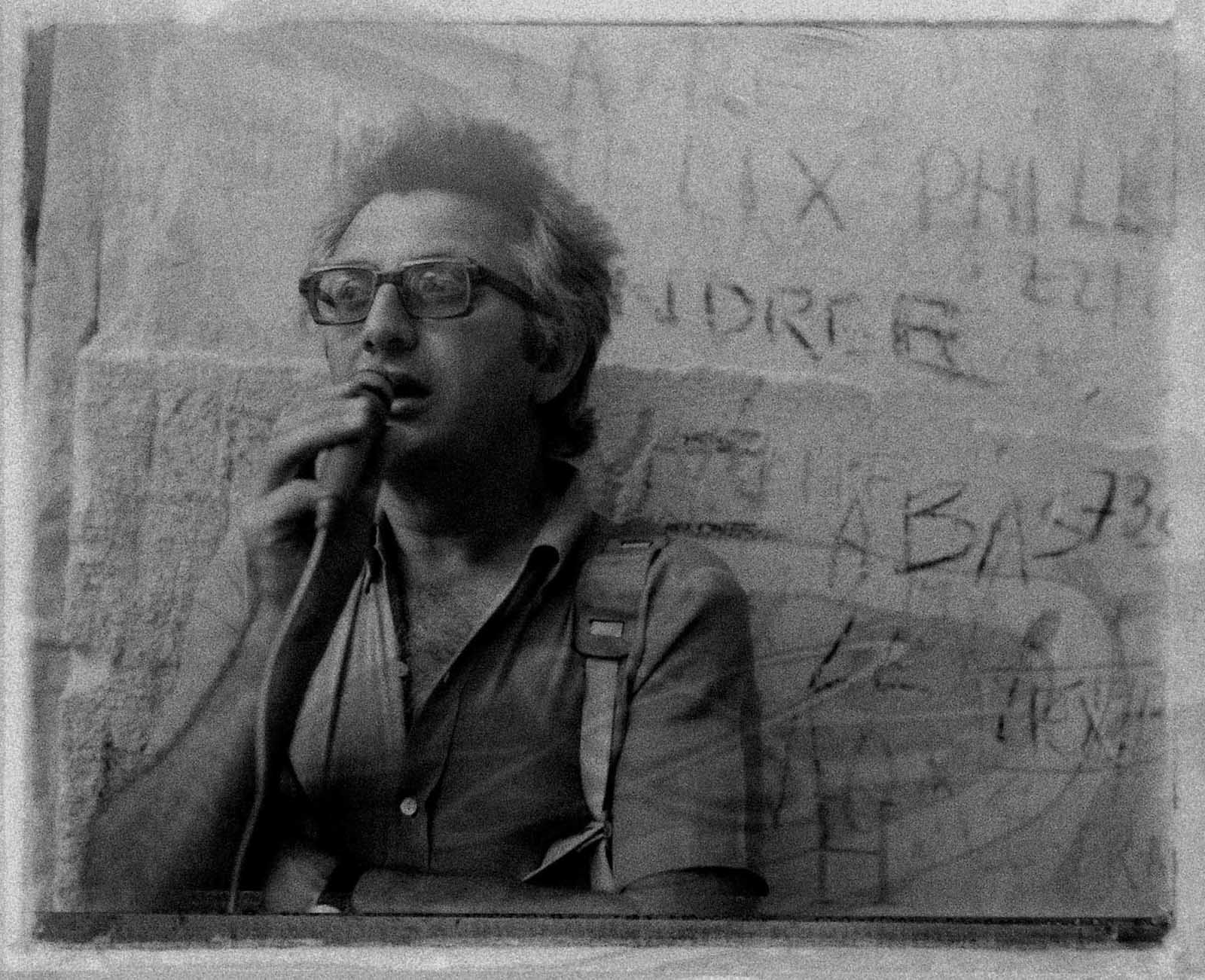
Rencontres d'Arles, 1975

V roce 1968 se svým přáteli spisovatelem Michelem Tournierem a historikem Jean-Mauricem Rouquettem založili fotografický festival Rencontres d’Arles, který se pravidelně v červenci koná v Arles. Jeho díla byla prezentována na festivalu v letech 1971–1973, 1975, 1979, 1982–1986, 1989, 1991, 1993, 1994, 2000, 2003, 2007.
V roce 2007 město Arles na počest Luciena Clergua uspořádalo retrospektivní výstavu 360 jeho fotografií z období 1953 - 2007. V roce 2007 získal ocenění Lucie Award.

## Akademie výtvarných umění
V roce 2003 byl jmenován rytířem Légion d'honneur a 31. května 2006 členem Académie des Beaux-Arts při Institut de France, při otevírání oddělení věnované fotografii. Clergue byl prvním fotografem, který vstoupil na Akademii. V roce 2013 se stal jejím předsedou.

## Publikace
- Corps mémorable, Pierre Seghers editions, Paris, 1957. Básně: Paul Éluard, obálka: Pablo Picasso, úvodní báseň: Jean Cocteau.
  - Reedice v roce 1960 bez básně J. Cocteau, pak v roce 1963 v německé verzi kde cenzoři nařídili změnu jedné z tuctu fotografií, pak v roce 1965 s veškerým textem v černé barvě.
  - V roce 1969, remake edice, s přidanými fotografiemi a novou intarzií.
  - V roce 1996, u příležitosti stého výročí básníka, další vydání s novými fotografiemi. ISBN 978-2-221-08423-6
  - V roce 2003 poslední vydání, organizace: Carré d'Art, Nîmes na konci roku 2006 oslava 50 let legendárního díla.
- Poésie Photographique. Redakce Turck, Eva-Monika; (Photographic Poetry). Clergue, Lucien (fotograf); Heiting, Manfred (úvod); Kranzfelder, Ivo (přisp.). anglicky, francouzsky a německy. vyd. [s.l.]: Prestel Publishing, 2003. Dostupné online. ISBN 3-7913-2850-6
- Langage des Sables, Agep, Marseilles, 1980, ISBN 2-902634-08-0
- Portraits, Actes Sud, Arles, 2005, ISBN 2-7427-5423-7